# Łyse (województwo mazowieckie)

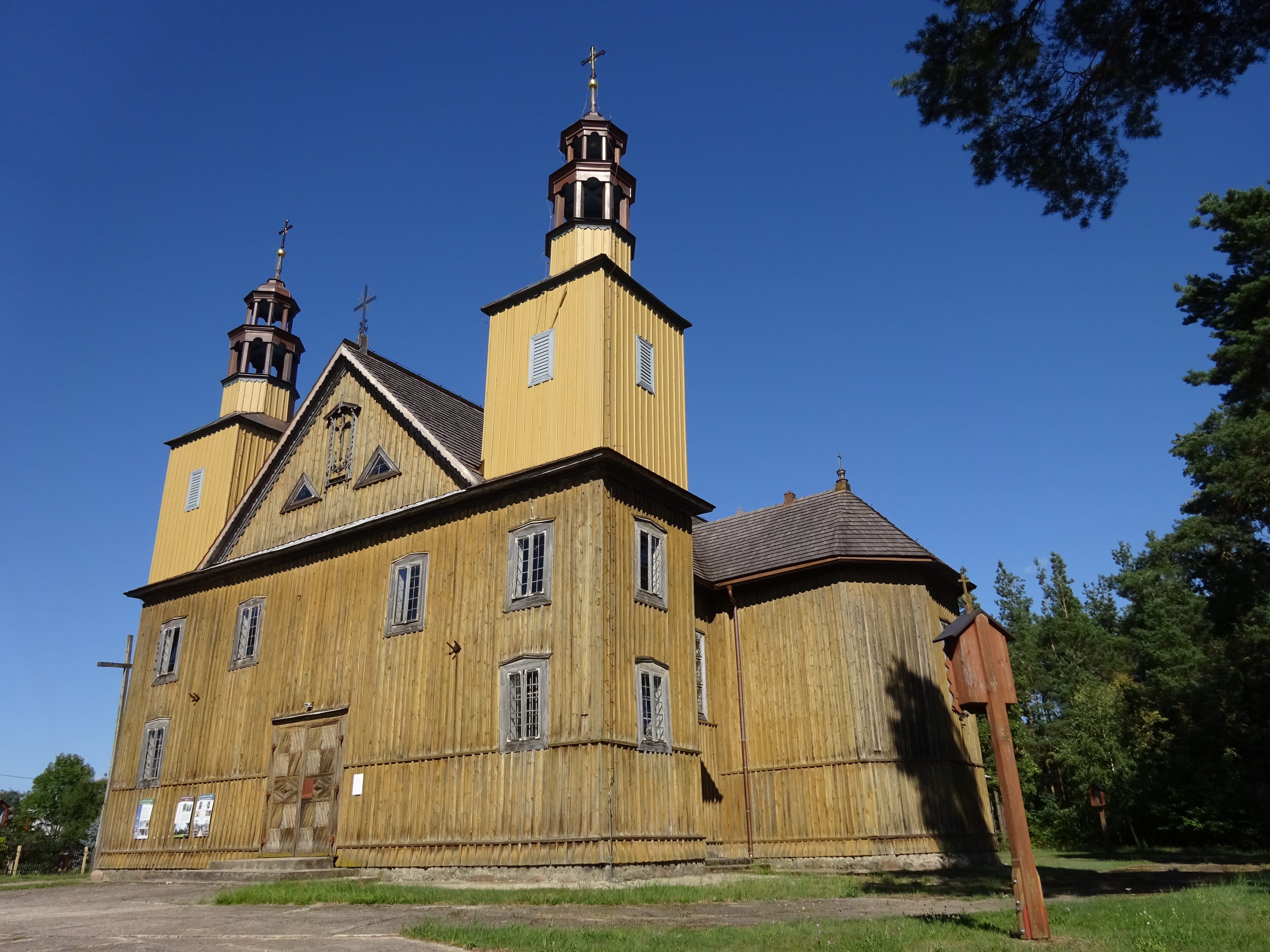
Kościół pw. św. Anny

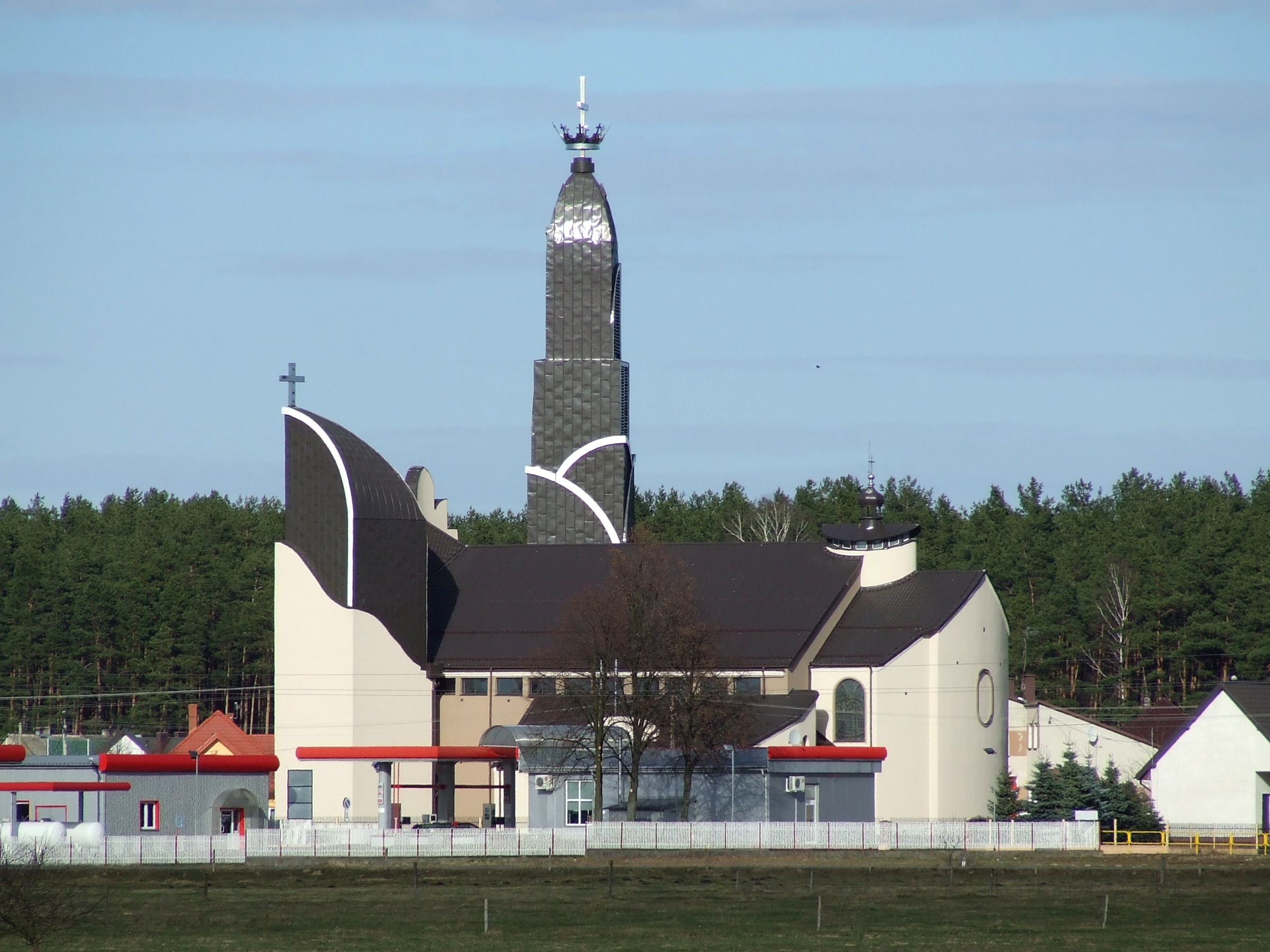
Kościół pw. Chrystusa Króla Wszechświata

Łyse – wieś  sołecka w Polsce położona w województwie mazowieckim, w powiecie ostrołęckim, w gminie Łyse. Leży przy drodze wojewódzkiej nr 645 pomiędzy Myszyńcem a Nowogrodem.
| SIMC    | Nazwa        | Rodzaj    |
| ------- | ------------ | --------- |
| 1056853 | Bycza Góra   | część wsi |
| 0513679 | Czarnia      | część wsi |
| 0513685 | Dąbrówki     | część wsi |
| 0513691 | Grzęda       | część wsi |
| 0513700 | Kącik        | część wsi |
| 0513716 | Kruczy Borek | część wsi |
| 0513739 | Możdżonek    | część wsi |
| 0513745 | Myszano      | część wsi |
| 0513751 | Przesowa     | część wsi |
| 0513768 | Rudne        | część wsi |
| 1057120 | Turzy Łeb    | część wsi |
| 0513722 | Worek        | część wsi |

## Środowisko naturalne
Łyse leżą na piaszczystym terenie w obszarze Puszczy Zielonej, i w podmokłym otoczeniu Przeważają słabe sandrowe gleby V-VI klasy bonitacyjnej.

## Historia
Spis w 1802 wykazał wśród mieszkańców m.in. 48 rolników, 2 chałupników i karczmarza.
W 1827 Łyse liczyły 83 dymy (domostwa) i 503 mieszkańców.
Pod koniec XIX wieku wieś należała do powiatu kolneńskiego i była siedzibą gminy Łyse, a także sądu gminnego okr. III. Kościół św. Anny był kościołem filialnym parafii w Turośli. W Łysych była wówczas także szkółka początkowa. Miejscowość liczyła wówczas 91 domostw (dymów) i 1368 mieszkańców.
W okresie I wojny światowej przez wieś przebiegała linia frontu. Wielu mieszkańców było wykorzystywanych do prac przymusowych na miejscu lub wywiezionych do nich.
W latach 1921−1939 wieś leżała w województwie białostockim, w powiecie kolneńskim (od 1932 w powiecie ostrołęckim), w gminie Łyse.
Według Powszechnego Spisu Ludności z 1921 roku zamieszkiwało tu 1108 osób, 1061 było wyznania rzymskokatolickiego, 1 greckokatolickiego a 46 mojżeszowego. Jednocześnie 1071 mieszkańców zadeklarowało polską przynależność narodową a 37 żydowską. W Łysych było wówczas 195 budynków mieszkalnych. Miejscowość należała do miejscowej parafii rzymskokatolickiej. Podlegała pod Sąd Grodzki w Kolnie i Okręgowy w Łomży; właściwy urząd pocztowy mieścił się w m. Łyse.
W 1926 poważny pożar strawił zabudowania od zachodniej strony wsi, w tym siedzibę władz gminnych. Została ona odbudowana.
W wyniku agresji Niemiec we wrześniu 1939, miejscowość została przyłączona do III Rzeszy i znalazła się w strukturach Landkreis Scharfenwiese (ostrołęcki), w rejencji ciechanowskiej (Regierungsbezirk Zichenau) Prus Wschodnich.
Po II wojnie światowej Łyse były siedzibą gromady Łyse.
Do 1975 r. wieś była siedzibą gminy w powiecie kolneńskim. W latach 1975–1998 miejscowość administracyjnie należała do województwa ostrołęckiego.

## Demografia
- 1827 − 503 mieszkańców, z zaznaczeniem, że wszyscy byli Kurpiami[8]
- przed 1882 − 1368 mieszkańców[8]
- 1921 − 1108 mieszkańców[11]
- 2018 − 2526 mieszkańców[14]
- 2021 − 2552 mieszkańców[15]

## Polityka
Miejscowość jest siedzibą gminy Łyse.  

## Transport
Łyse leżą przy drodze wojewódzkiej nr 645 Łomża–Myszyniec.
Przez miejscowość przebiegała wąskotorowa linia Myszyniec  – Kolno, wybudowana podczas I wojny światowej przez Niemców w celu eksploatacji drewna. Jej tory rozebrano w latach 1973-1974.

## Architektura
Wieś jest ośrodkiem kurpiowskiej sztuki ludowej z drewnianym kościołem św. Anny z 1876-1882 (wewnątrz malowidła ludowe, z postaciami biblijnymi w strojach kurpiowskich) i drewnianymi XIX-wiecznymi chałupami kurpiowskimi. Od 2000 rolę kościoła parafialnego przejął wybudowany w latach 1998−2000 kościół pw. Chrystusa Króla Wszechświata. 
Kościół św. Anny jest jedynym zabytkiem w Łysych wpisanym do rejestru zabytków Narodowego Instytutu Dziedzictwa.

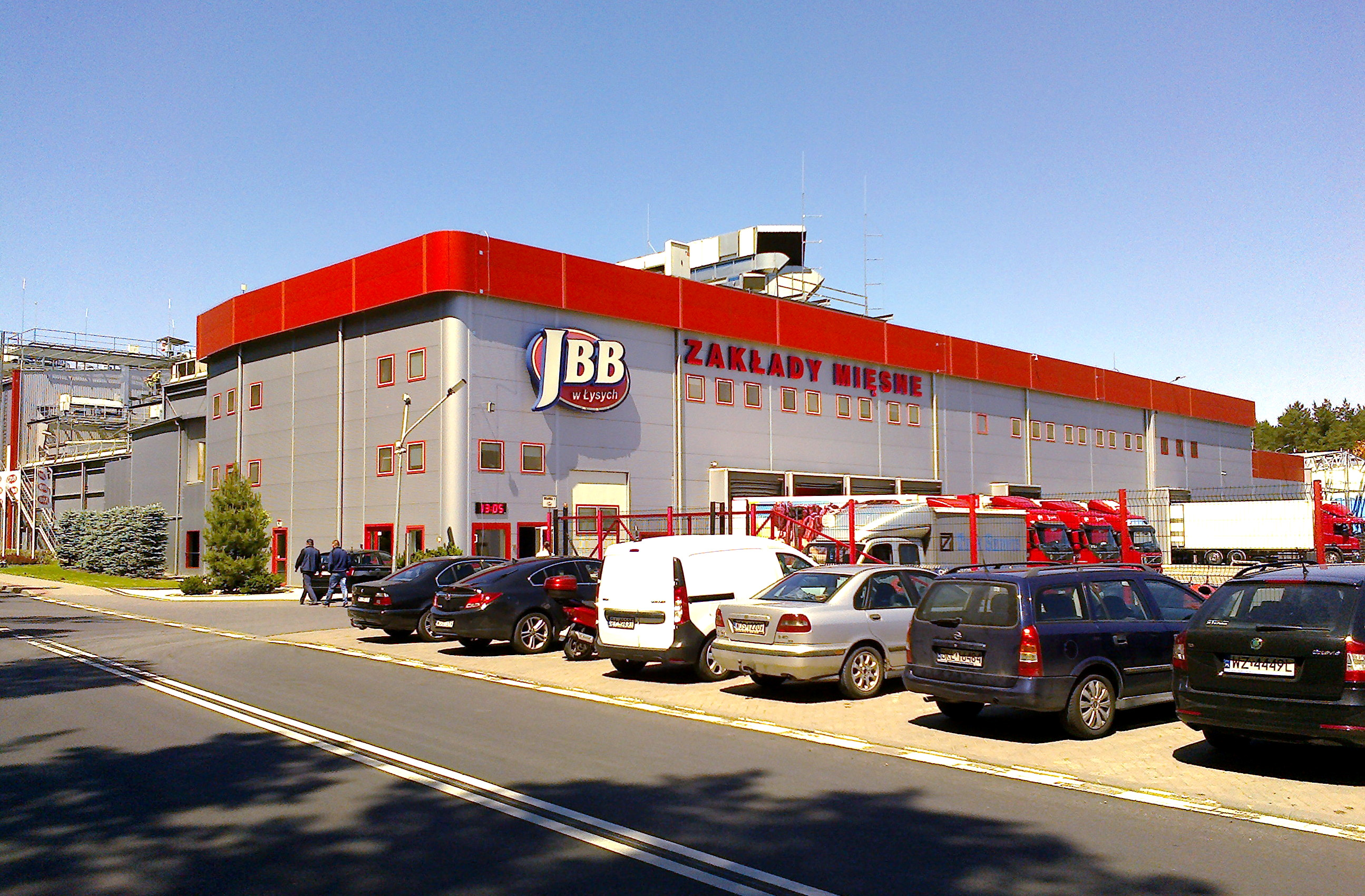
Zakłady mięsne JBB w Łysych

## Gospodarka
Największym pracodawcą są zakłady mięsne JBB (zatrudnienie 2023 ok. 1,5 tys. osób), które wywierają duży wpływ na rozwój miejscowości. We wsi znajdują się też mniejsze zakłady pracy.
Wcześniej, od XVIII wieku do początku XX wieku we wsi wydobywano bursztyn, zarówno biały, jak i czerwony.
We wsi znajdują się dyskonty:
- Biedronka
- Delikatesy Centrum
- oraz wiele innych sklepów i miejsc usługowych.

## Kultura
Od 1969 w Łysych w Niedzielę Palmową odbywa się konkurs palm kurpiowskich Palma Kurpiowska, z występami folklorystycznymi i kiermaszem sztuki ludowej.

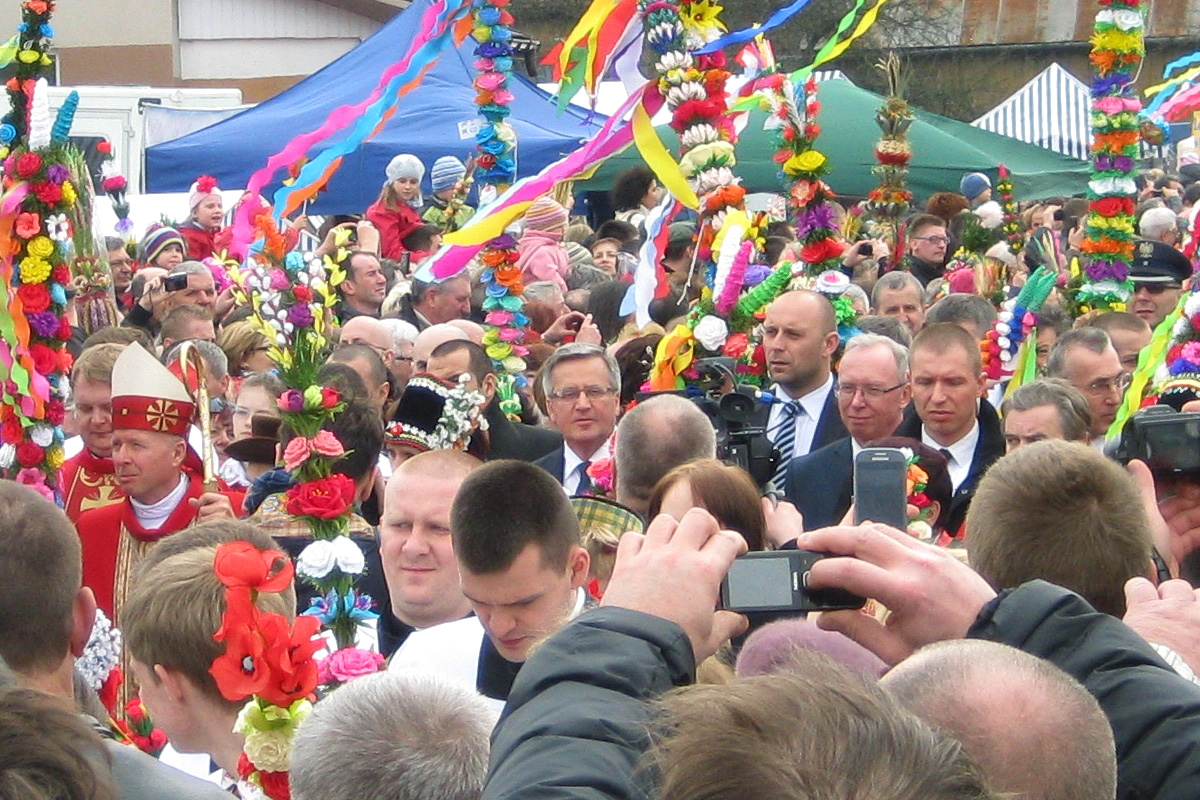
Prezydent Bronisław Komorowski – Niedziela Palmowa 2014

## Religia
We wsi znajdują się dwa kościoły wyznania rzymskokatolickiego:
- parafialny kościół Chrystusa Króla Wszechświata
- zabytkowy kościół św. Anny, w którym msze są odprawiane tylko przy szczególnych okazjach

W strukturze kościoła rzymskokatolickiego parafia należy do metropolii białostockiej, diecezji łomżyńskiej, dekanatu Myszyniec.

## Sport
We wsi znajduje się stadion gminny klubu piłkarskiego pod nazwą Gminny Klub Sportowy Łyse (rok założenia 2020) oraz dwa orliki i dwie hale sportowe.

## Edukacja
We wsi znajduje się Szkoła Podstawowa im. H. Sienkiewicza oraz Zespół Szkół Powiatowych - szkoła średnia.

## Organizacje pozarządowe
- Kurpiowskie Towarzystwo Społeczno-Kulturalne;
- Stowarzyszenie "Uśmiech Dzieci";[19]
- Ochotnicza Straż Pożarna w Łysych;
- Ludowy Klub Sportowy „TĘCZA”;
- Gminny Ludowy Uczniowski Klub Sportowy „START” Łyse[20].